# Полная система коммутирующих наблюдаемых
По́лная систе́ма коммути́рующих наблюда́емых (ПСКН) — множество перестановочных (коммутирующих) самосопряжённых операторов, описывающих квантовые наблюдаемые и определяющих обобщённый базис пространства чистых состояний квантовой системы. Это понятие впервые было предложено Дираком и является одним из основных в квантовой механике. Обобщенные собственные значения операторов ПСКН называются квантовыми числами.

## Точное определение
Полной системой коммутирующих наблюдаемых называется множество самосопряжённых линейных операторов {\displaystyle X_{1},...,X_{n}}, для которой выполняются следующие условия:
1. Перестановочность (коммутативность): операторы {\displaystyle X_{i}} и {\displaystyle X_{j}} являются перестановочными для всех i и j.
2. Взаимная независимость: ни один из операторов {\displaystyle X_{k}} не является функцией остальных.
3. Полнота: любой оператор {\displaystyle A}, перестановочный со всеми операторами {\displaystyle X_{1},...,X_{n}}, является функцией от этих операторов, то есть {\displaystyle A=A(X_{1},...,X_{n})}.

## Физический смысл
Для определения квантовой системы необходимо описать свойства квантовых наблюдаемых и построить пространство состояний. Свойства наблюдаемых задаются коммутационными соотношениями для самосопряжённых операторов, описывающих квантовые наблюдаемые. Если квантовые наблюдаемые описываются ограниченными операторами, то согласно теореме Гельфанда — Наймарка — Сигала, пространство чистых состояний может быть определено как гильбертово пространство. Для неограниченных операторов пространство чистых состояний описывается как оснащённое гильбертово пространство. Поскольку гильбертово пространство является линейным, то для его определения достаточно задать базисные вектора и действие самосопряжённых операторов, описывающих наблюдаемые. Если базисные векторы определять как собственные вектора операторов, то для этого необходимо использовать лишь перестановочные (или коммутирующие) между собой операторы {\displaystyle X_{1},...,X_{n}}. Для ограниченных операторов выделяют наборы коммутирующих операторов, а для неограниченных — перестановочные. При этом перестановочные операторы должны быть взаимно независимыми и образовывать полную систему, то есть быть ПСКН. Наборы собственных значений {\displaystyle x_{1},...,x_{n}} для этих операторов определяют векторы {\displaystyle |x_{1},...,x_{n}>} в гильбертовом пространстве {\displaystyle H}.
Собственные векторы определены с точностью до постоянного множителя, поэтому их можно нормировать. В результате нормированные векторы {\displaystyle |x_{1},...,x_{n}>}, являющиеся собственными векторами полной системы взаимно независимых перестановочных операторов {\displaystyle X_{1},...,X_{n}}, образует полную ортонормированную систему в гильбертовом пространстве {\displaystyle H}.
Если образующие ПСКН наблюдаемых {\displaystyle X_{k}} одновременно принимают точные значения {\displaystyle x_{k}}, то это означает, что квантовая система находится в чистом состоянии. Поэтому полная система коммутирующих наблюдаемых иногда называется полным набором совместно измеримых наблюдаемых.
В настоящее время неизвестны необходимые и достаточные условия, при которых операторная алгебра с инволюцией обладает полной системой перестановочных операторов.